# Saurophthirus
Saurophthirus – wymarły rodzaj pcheł żyjących w kredzie, 145,5 do 122,46 mln lat temu. Okazy zebrano w Chinach i Rosji.
Do rodzaju należą dwa gatunki:
- Saurophthirus exquisitus - długość ciała wynosiła około 8,28 mm. Odnaleziony w Huangbanjigou i Dawangzhangzi w 2010 roku
- Saurophthirus longipes - gatunek typowy; długość ciała wynosi 12 mm, głowy 4,2 mm. Odnaleziony w stanowisku Baissa na Zabajkalu